# Jakub Jan Ryba
Jakub Jan Ryba (ur. 26 października 1765 w Přešticach, zm. 8 kwietnia 1815 w Voltušu) – czeski kompozytor, pisarz, poeta i pedagog, działający na przełomie klasycyzmu i romantyzmu. Jego najsłynniejszą kompozycją jest Czeska Msza Bożonarodzeniowa.

## Życiorys
Rodzina Jakuba Jana Ryby pochodziła z Klatov i Nepomuka w kraju pilzneńskim, w południowo-zachodnich Czechach. Ojciec, Jakub Jan Ryba, nauczyciel i organista, w 1793 ożenił się z Rozalią Karnikową. Z małżeństwa tego urodziło się sześcioro dzieci. Jakub, jako drugie dziecko, urodził się Přešticach, a tego samego dnia na chrzcie nadano mu imiona Jakub Šimon. Tu też ojciec zaczął udzielać mu lekcji muzyki. W wieku 6 lat przyszły twórca przeprowadził się z rodziną do Nepomuka. Tu śpiewał w chórze, uczył się gry na skrzypcach, fortepianie oraz podstaw harmonii. Tu również zaczął komponować. Wuj Jakuba, Jan Vaněček, zasugerował rodzicom, aby zabrali go do Pragi. Tu uczęszczał do seminarium pijarów. Skomponował tam 12 koncertów fortepianowych, 24 kwartety, kwintet, 4 koncerty, 8 serenad, liczne menuety i tańce niemieckie, liczne hymny, chorał, mszę i inne utwory sakralne. Niektóre z jego kompozycji były wykonywane w kościele św. Andrzeja. Wszystko to świadczyło o jego ogromnym talencie muzycznym. Zdobył również gruntowne wykształcenie – oprócz czeskiego i niemieckiego czytał francuski, włoski, łacinę i grekę. Po maturze w 1785 zaczął studiować filozofię, ale na prośbę ojca opuścił Pragę bez ukończenia studiów. Następnie przebywał krótko w Nepomuku, a później w Mníšku pod Brdami u swojego krewnego Josefa Jana Jakoubka. Tutaj też stosował własne kompozycje i prawdopodobnie zapoznał się z niektórymi utworami Wolfganga Amadeusza Mozarta. W Mníšku rozpoczął pracę jako asystent nauczyciela. W 1788 osiadł na stałe w Rožmitálu i do śmierci pracował jako nauczyciel.
W 1781 Królestwo Czeskie wprowadziło obowiązek szkolny. Ryba przyjął to prawo z wielkim entuzjazmem i przypominał o nim rodzicom i społeczności, wielokrotnie odrzucając argumenty przeciwko edukacji. Jako nauczyciel stale się kształcił. Utrzymywał odpowiednią dyscyplinę w szkole, przestrzegał i wymagał przestrzegania przepisów i rozkładów zajęć. Uczył codziennie od dziewiątej do jedenastej, a po południu od drugiej do czwartej. Oprócz przedmiotów klasycznych wprowadził także lekcje śpiewu i muzyki instrumentalnej. Dbał o higienę w klasie.
W 1790 ożenił się z Anną, córką Jana Laglera, burgrabiego z Rožmitála, która urodziła mu trzynaścioro dzieci, siedmioro z nich przeżyło. Z powodu różnych poglądów na kwestię edukacji dzieci popadł w konflikt z miejscowym proboszczem Kašparem Zacharem, a jego prośby o fundusze na remont i pracę w szkole były często odrzucane.
Jakub Ryba pracował nie tylko jako nauczyciel, ale również był dyrygentem chóru i organistą w kościele parafialnym Podwyższenia Krzyża Świętego w Starym Rožmitálu, a także w kaplicy filialnej św. Jana Nepomucena przy szkole na rynku w Rožmitálu. Oryginalne organy w kaplicy w 1905 zastąpiono nowymi, ale w kościele stoi do dziś instrument, który w 1750 kupił na własny koszt proboszcz Antonín Platnýř.
Wiele swoich kompozycji Ryba napisał na potrzeby lokalnego chóru. Niektóre ułożył dla bardziej zaawansowanych chórów, zwłaszcza chóru pilskiego. Na potrzeby lokalnej parafii uczył śpiewu, gry na organach, fortepianie, skrzypcach, altówce, wiolonczeli, flecie, klarnecie i waltorni.
W latach 1788–1795 napisał ponad trzydzieści mszy. Najbardziej znaną z nich była skomponowana w 1796 Czeska Msza Bożonarodzeniowa Hej, mistře, vstaň bystře (Hej, mistrzu, wstań żwawo), prawdopodobnie po raz pierwszy wykonana w Rožmitálu. Kompozycja, zachowując formę mszy, ma charakter czeskiego ludowego dramatu, opisującego narodziny Jezusa i jego dar dla zwykłych ludzi.
Pod koniec życia Jakub chorował, coraz częściej unikał ludzi, chodził na spacery po okolicznych łąkach i lasach, najczęściej samotnie. Nic jednak nie wskazywało na to, że chce zakończyć swoje życie. W sobotę 8 kwietnia 1815 wstał wcześnie rano, jak zwykle ucałował żonę, wziął ze sobą książkę i wyszedł, by uczestniczyć w porannej mszy świętej w kościele Podwyższenia Krzyża Świętego. Nie wrócił jednak do domu. 10 kwietnia znaleziono go w lesie nad Wołtuszem, gdzie popełnił samobójstwo, przecinając brzytwą tętnice na szyi i obu nadgarstkach. Został pochowany na dawnym cmentarzu morowym, na północny zachód od Starego Rožmitála. W 1855, z inicjatywy syna Josefa Arnošta Ryby, profesora uniwersytetu i okulisty, proboszcz Jan Fähnrich załatwił przeniesienie szczątków na nowy cmentarz w Starym Rožmitálu.
Ryba był płodnym kompozytorem – źródła mówią o 1100–1400 utworach, głównie o religijnym charakterze, jednak większość jego dzieł zaginęła. Stylistycznie wczesna twórczość Ryby oparta jest na zasadach wczesnego klasycyzmu z przewagą homofonii. Z czasem jednak jego muzyka dojrzewa, a w utworach powstałych po 1800 zbliża się niekiedy do języka muzycznego wczesnego romantyzmu. Ryba jako pierwszy skomponował pieśni świeckie z akompaniamentem fortepianowym do tekstów w języku czeskim.

## Twórczość świecka
Ryba jako jeden z pierwszych pisał pieśni do tekstów m.in. Vojtěcha Nejedlý’ego, Antonína Puchmajera i Šebestiána Hněvkovský’ego. Największe znaczenie przypisuje się dziś jego pierwszym zbiorom pieśni Zwölf böhmische Lieder i Neue böhmische Lieder.
Najstarszym zbiorem pieśni opartych na tekstach czeskich jest Zwölf böhmische Lieder z 1800 (N 491-502). W tekstach dominują motywy miłosne poezji anakreontycznej, obok których występują motywy patriotyczne. Najpopularniejszą pieśnią w tym zbiorze była kołysanka Spi má zlatá boubelatá, do tekstu Nejedlý’ego. Drugi zbiór dwunastu pieśni ukazał się w 1808 pod tytułem Neue böhmische Lieder (N 503-514). Wśród przeważnie miłosnych lub balladowych tekstów wyróżnia się otwierająca utwór pieśń Na Čechy (Do Czech) z wyraźnym akcentem patriotycznym. Obok utworów dla mieszczan tworzył także piosenki dla dzieci. Dwuczęściowy zbiór Dar pilné mládeži (Dar dla pilnej młodzieży), wydany pośmiertnie w 1829 (N 517-528), zawierający 12 lekkich i przyjemnych pieśni z towarzyszeniem fortepianu, składa się głównie z pieśni dydaktycznych, których ostatnie strofy zawierają zawsze pouczenie. Niektóre z tekstów zostały napisane przez samego autora, np. piosenka Fortepian.
Zachowała się tylko niewielka część kompozycji Ryby: trzy duety na altówkę i wiolonczelę, dwa duety na skrzypce i fortepian. Z napisanych 72 kwartetów dotrwały dwa kwartety smyczkowe Erstes und zweites Quartett im strengen Styl – a-moll i d-moll z 1801 (N 550-551) oraz dwa kwartety fletowe – C-dur i F-dur z 1811 (N 552-553). Spośród 35 symfonii i 35 serenad zaginęły wszystkie, z wyjątkiem jednej symfonii C-dur (N 539) i sześcioczęściowej Cassatia in C (N 540). Z ponad 38 koncertów zachowały się: dwuczęściowy Koncert na skrzypce i orkiestrę F-dur z 1784 (N niepublikowany) oraz dwuczęściowy Koncert na róg w Dis a cornu (N 541), ich partie orkiestrowe nie zachowały się jednak w całości. Concerto pour le Violoncello (N 542) z 1800 i o rok młodszy koncert skrzypcowy Un grand concert pour le Violon principal d-moll (N 543) należą do najwybitniejszych i dzieł kompozytora.
Na pograniczu kompozycji świeckich i sakralnych sytuują się utwory organowe Ryby. Jedynym zachowanym cyklem tych kompozycji jest zbiór Novae et liberae cogitationes per Toccatas, Phantasias, Fugas et Preludios expressa, organoque accomodata 1798 (N 486-490), który Ryba zadedykował swojemu bratu Wacławowi. Ten niedokończony zbiór utworów organowych świadczy o mistrzowskim opanowaniu organów przez Rybę, ale także o jego postępowych aspiracjach muzycznych.

## Twórczość religijna
Wśród licznych dzieł religijnych Ryby szczególne znaczenie mają jego pieśni religijne, pastorałki i msze. Warto wymienić jednogłosowe pieśni maryjne Svatohorský kůr (N 9-16), do których zachował się akompaniament orkiestrowy, podobnie jak do Oktáv neb osmidenní pobožnost k sv. Janu Nepomuckému (Oktawy pieśni świętojańskich lub ośmiodniowego nabożeństwa do św. Jana Nepomucena) z lat 1803–1804 (N 1-9). W zachowanych Pohřebních písní (Pieśniach żałobnych) z 1804–1805 (N 17-31) zauważyć można charakter świecki utworów.
Liczne utwory Ryba tworzy dla Pilzna i tamtejszego chóru. Oprócz cennych arii koloraturowych należy wymienić przede wszystkim Stabat mater z 1805 (N 440). O wadze tego dzieła dla kompozytora świadczy fakt, że napisał je trzykrotnie, w tym dwukrotnie w języku czeskim. 28 maja tego samego roku został honorowym mieszczaninem Pilzna.
Najważniejszymi kompozycjami religijnymi Jakuba Ryby są msze – do dziś zachowało się w sumie 89 kompozycji mszalnych. Pisał je przez całe życie, co pozwala prześledzić jego rozwój jako kompozytora. Niektóre z tych kompozycji świadczą o przenikaniu języka narodowego do liturgii. Ważne miejsce wśród nich zajmuje najstarsza tego typu (czesko-łacińska) msza – Missa in D festis Nativitatis Christi (N 348) z 1788. Należy również wspomnieć o tzw. drugiej czeskiej mszy o północy (N 417), której rękopis z archiwum parafialnego w Bubovicach koło Březnic zaginął. W niej Ryba pokazuje swoje zainteresowanie czeskim środowiskiem ludowym i czeskim krajobrazem.
Najbardziej zaszczytne miejsce w twórczości Ryby zajmuje Missa solemnis Festis Nativitatis D. J. Ch. z 1796 r. accomodata in linguam bohemicam musicamque redacta per Jac. Joa. Ryba etc., znana jako czeska msza bożonarodzeniowa Hej, mistře (N 377). Występują w niej czescy pasterze i mistrz. Moment narodzin Chrystusa zostaje przeniesiony w środowisko czeskiej wsi, być może bezpośrednio w okolice Rožmitála. Autograf tego dzieła nie zachował się.
Ryba napisał wiele pastorałek, zarówno solowych, jak i dialogowanych. Jedną z najbardziej znanych jest aria sopranowa Rozmilý slavíčku (N 101), z akompaniamentem fletu, dwóch rogów, dwojga skrzypiec, kontrabasu i organów. Wśród Sześciu hymnów pochwalnych na święto Narodzenia Pańskiego znajdują się m.in. pieśni: Milí synáčkové – Kochani, mali synkowie (N 99), S pastýři budu muzikovat – Z pasterzami będę muzykował (N 102) oraz Spi, spi, neviňátko – Śpij, śpij, niewiniątko (N 103). Wspólną cechą wszystkich tych utworów jest świąteczna atmosfera, barokowa uroda, radość, barwna instrumentacja i niezwykle emocjonalna linia melodyczna.
W ostatnich latach życia Ryba opracował czterotomowe dzieło Cursus sacro harmonicus (tom I – 1808, tom II – 1810, tom III – 1802–1813, tom IV – 1814), zawierające kompozycje sakralne (msze, graduały, offertoria) na wszystkie niedziele roku kościelnego, w większości skomponowane na bazie klasycznej.

## Teoria muzyki
W czasach Ryby czescy kompozytorzy i muzycy nie dysponowali żadnymi pismami teoretycznymi, z których mogliby się uczyć. W latach 1799–1800 napisał więc Wstępne i ogólne podstawy do całej sztuki muzycznej (Počáteční a všeobecní základové ke všemu umění hudebnímu), które zostały wydane już po jego śmierci w 1817. Dzieło to składa się z trzech ksiąg, z których pierwsza ma cztery rozdziały, druga trzynaście, a trzecia to słownik. Wprowadza w nich czeskie nazwy znaków przykluczowych i przygodnych, taktów czy pauz.

## Odkrycie w Rožmitálu
Jesienią 1975 proboszcz parafii w Rožmitálu, Miloslav Vlk odkrył łacińską księgę z napisem Libellus Caeremonialis. Była to książka zawierająca wszystkie obrzędy Kościoła katolickiego, napisana przez Jakuba Jana Rybę w 1795 na własny użytek. Wśród szczegółowych notatek na temat śpiewu kościelnego w święta, na stronie z zapisami hymnów wielkopiątkowych wklejono do książki partyturę nieznanego dotąd utworu – hymnu wielkopiątkowego Ecce quomodo moritur iustus (Oto jak umiera sprawiedliwy). Hymn został skomponowany na chór mieszany z akompaniamentem dwóch rogów. Utwór został przepisany do obecnej notacji i w Wielki Piątek 1976 został wykonany po raz pierwszy po jego odkryciu. Od tego czasu jest ona śpiewana w Rožmitálu co roku w Wielki Piątek. Księga jest przechowywana w Archiwum Powiatowym w Příbramiu.

## Wykorzystanie w kulturze
Od nazwiska kompozytora pochodzi nazwa odkrytej 6 sierpnia 1980 planetoidy (2523) Ryba.
14 października 2015 Poczta Czeska wydała okolicznościowy znaczek o nominale 13 koron czeskich. Na znaczku widnieje fikcyjny portret Ryby (nie zachowało się żadne jego przedstawienie), a w tle widoczne są organy z 1750, na których grał.